# Allfader
Allfader es una banda de black metal de Noruega formada en 2001. 

## Biografía
La banda fue formada por John Erik Andersen y Henriksen Finn en febrero de 2001, cuando sacaron su primer demo "Nightfall" fue grabado en abril y mayo del mismo año. El demo llamó la atención del sello discográfico de Rage of Achilles con el cual firmaron.

El 11 de noviembre de 2001 la banda publicó su primer álbum de estudio llamado From The Darkest Star, el álbum contiene temas inéditos, maquetas y demos. En 2003 hacen un demo llamado Ascensions (Demo) y en 2004 otro demo titulado Into Nothingness (Demo). En 2005 graban su segundo álbum llamado At Least We Will Die Together en los Hansen Studios y la banda cambió de empresa discográfica y publicó el álbum con Osmose Productions y el disco fue lanzado en 2006. En 2010 lanzaron un nuevo álbum llamado Black Blood Flux.

## Miembros
- John Erik Andersen (Voces & guitarra)
- Finn Henriksen (Guitarra)
- Cato Skivik (Batería)
- Frode Fridtjofsen (Bajo)

## Miembros anteriores
- Per Valla (Guitarra, 2001–2007)
- Tor Aarnes Sæther (Teclados, 2001–2004)

## Discografía
- Nightfall (Demo) (2001)
- From The Darkest Star (2002)
- Ascensions (Demo) (2003)
- Into Nothingness (Demo) (2004)
- At Least We Will Die Together (2006)
- Black Blood Flux (2010)